# 克羅伊登大教堂
克羅伊登大教堂（英語：Croydon Minster）是英國倫敦的一座英格蘭教會教區教堂，位於克羅伊登倫敦自治市。這座教堂是克羅伊登自治市35座教堂中規模最大的教堂。克羅伊登大教堂也是I級登錄建築。

## 外部連結
- 维基共享资源上的相關多媒體資源：克羅伊登大教堂
- Croydon Minster official website
- Croydon bell ringers website （页面存档备份，存于）